# Creuer Zara
El Zara va ser un creuer pesant construït per a la Regia Marina italiana, el vaixell líder de la classe Zara. Anomenat en honor de la ciutat italiana de Zara (ara Zadar, a Croàcia), el vaixell va ser construït a la drassana Odero-Terni-Orlando començant amb la col·locació de la quilla el juliol de 1928, avarament-se l'abril de 1930 i posant-se en servei l'octubre de 1931. Armat amb un bateria de vuit canons de 8 polzades (200 mm), nominalment es trobava dins del límit de 10.000 tones llargues (10.000 t) imposat pel Tractat Naval de Washington, encara que en realitat va superar significativament aquesta xifra.
El Zara va veure un ampli servei durant els dos primers anys de la participació d'Itàlia a la Segona Guerra Mundial, després d'haver participat en diverses sortides per atrapar combois britànics al Mediterrani com a vaixell insígnia de la 1a Divisió. Va estar present durant la batalla de Calàbria el juliol de 1940, la batalla de Tàrent el novembre de 1940 i la batalla del cap Matapan el març de 1941. En l'últim enfrontament, el Zara i els seus vaixells germans Fiume i Pola van ser enfonsats a poca distància en un enfrontament nocturn amb tres cuirassats britànics. La majoria de la seva tripulació, 783 oficials i mariners, inclòs el comandant de la divisió l'almirall Carlo Cattaneo i el comandant del vaixell Luigi Corsi, van morir en l'enfonsament.

## Disseny

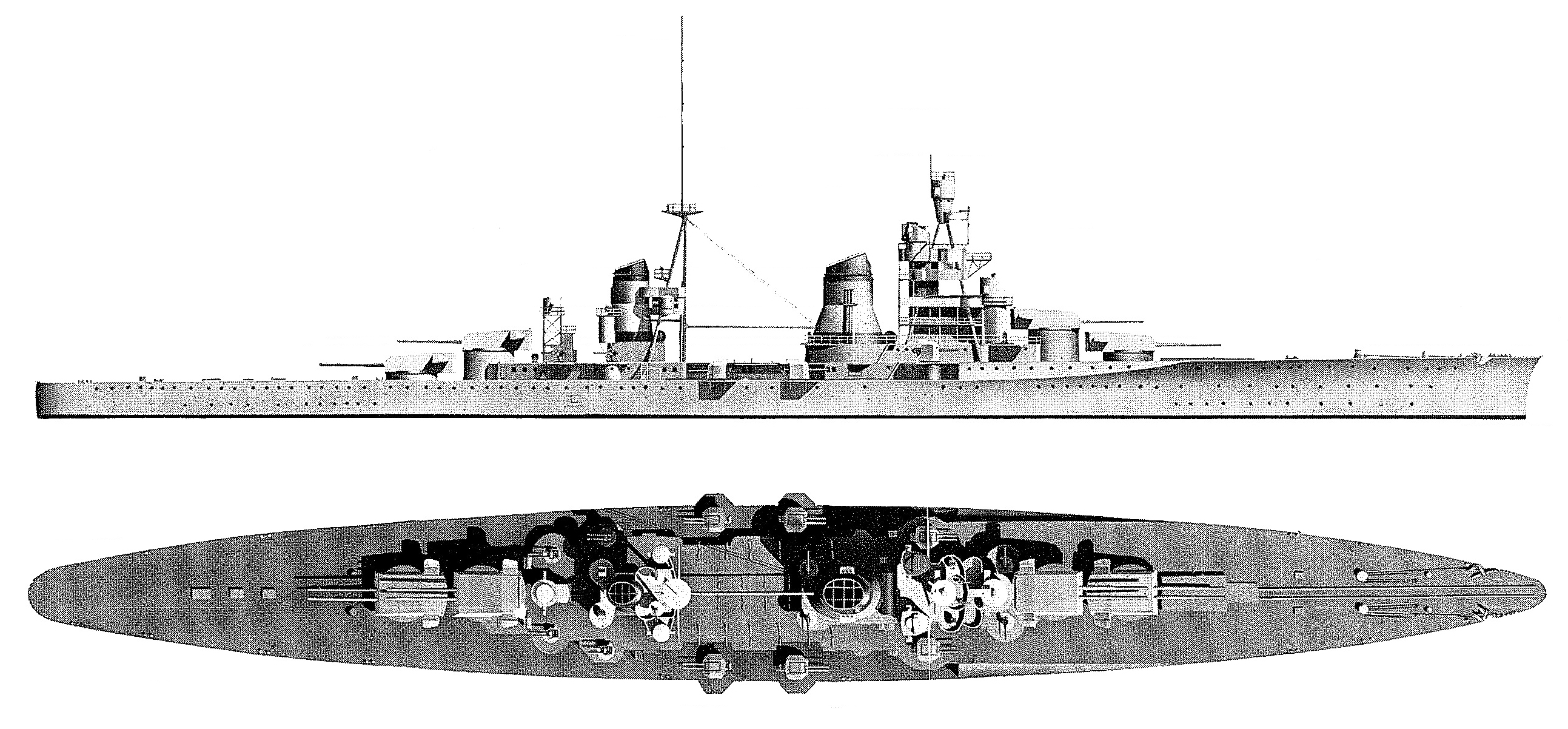
Dibuix de perfil i plànol de la classe de Zara

El Zara tenia una eslora total de 182,8 metres (600 peus), amb una mànega de 20,62 m (67,7 peus) i un calat de 7,2 m (24 peus). Tenia un desplaçament de 14.300 tones llargues (14.500 t) a plena càrrega, tot i que el seu desplaçament estava nominalment dins de la restricció de 10.000 tones llargues (10.000 t) establerta pel Tractat Naval de Washington. La seva central elèctrica consistia en dues turbines de vapor Parsons accionades per vuit calderes Yarrow alimentades amb petroli, que estaven encaixades en dos embuts al mig del vaixell. Els seus motors tenien una potència de 95.000 cavall s(71.000 kW) i va produir una velocitat màxima de 32 nusos (59 km/h; 37 mph). Tenia una tripulació de 841 oficials i mariners.
Estava protegit amb un cinturó blindat de 150 mm (5,9 polzades) de gruix al mig del vaixell. La seva coberta principal tenia 70 mm (2,8 polzades) de gruix i hi havia una coberta secundària de 20 mm (0,79 polzades) de gruix sobre la principal. Les torretes de canó tenien un revestiment de 150 mm de gruix a les cares i les barbetes on s'asseien també tenien 150 mm de gruix. La torre de control principal tenia costats de 150 mm de gruix.
El Zara estava armat amb una bateria principal de vuit canons Mod 29 de calibre 53 de 203 mm (8 polzades) en quatre torretes. Les torretes estaven disposades en parelles de superfire a proa i popa. La defensa antiaèria va ser proporcionada per una bateria de setze canons de cal. 47 de 100 mm (4 polzades) en muntatges dobles, quatre canons Vickers-Terni /39 de 40mm en muntures individuals i vuit canons de 12,7 mm (0,50 polzades) en muntures dobles. Portava un parell d'hidroavions IMAM Ro.43 per al reconeixement aeri; l'hangar estava situat sota el castell de proa i es va muntar una catapulta fixa a la línia centra a la proa.
La bateria secundària del Zara va ser revisada diverses vegades durant la seva carrera. Dos dels canons de 100 mm i tots els canons de 40 mm i 12,7 mm es van retirar a finals de la dècada de 1930, i vuit de canons de cal. 54 de 37 mm i vuit canons de metralladores de 13,2cm es van instal·lar al seu lloc. Dos de 120 mm (4,7 polzades) 15 cal. els canons d'obusos lumínics es van afegir el 1940.

## Historial de serveis

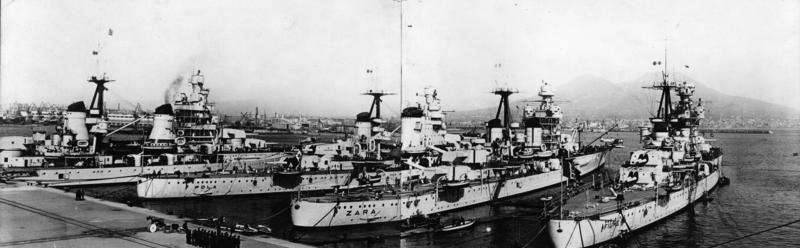
El Zara (segon des de la dreta) juntament amb el Fiume i el Pola a Nàpols

La quilla del Zara es va posar el 4 de juliol de 1928 a la drassana Odero-Terni-Orlando (OTO) de Muggiano, La Spezia; va ser avarat el 27 d'abril de 1930, i la seva construcció es va acabar el 20 d'octubre de 1931, quan va ser posadt en servei actiu. Durant les proves al mar, el Zara va assolir una velocitat de 35,23 nusos (65,25 km/h; 40,54 mph), però això va ser amb la maquinària del vaixell forçada a donar 120.690 shp (90.000 kW). Això no era representatiu del rendiment en servei, però, i la velocitat màxima normal al mar era d'uns 29 kn (54 km/h; 33 mph) El vaixell va rebre la seva bandera de batalla a la seva ciutat homònima, ara Zadar, Croàcia.
L'agost de 1932, el Zara va participar en exercicis d'entrenament de la flota al golf de Nàpols; el rei Víctor Manuel III va pujar a bord del vaixell el dia 13. Es va convertir en el vaixell insígnia del Primer Esquadró Naval al setembre. Va participar en una revista naval celebrada per a Benito Mussolini al golf de Nàpols del 6 al 7 de juliol de 1933. El Zara va participar en una altra revista el 27 de novembre de 1936, i Víctor Manuel III, el seu fill Umberto, príncep del Piemont, Mussolini i el regent d'Hongria, Miklós Horthy, van arribar tots a bord del vaixell. Es va fer una altra revista de la flota per al mariscal de camp alemany Werner von Blomberg, el ministre de defensa alemany, el 7 de juny de 1937. El 16 de setembre, el comandant de l'esquadra va traslladar la seva bandera al cuirassat Conte di Cavour. Una darrera revisió naval en temps de pau va tenir lloc el 5 de maig de 1938, celebrada per a la visita d'Adolf Hitler.
El 7 de març de 1939, Zara i els seus vaixells germans van sortir de Tàrent per interceptar un esquadró de vaixells de guerra republicans, tres creuers i vuit destructors, que intentaven arribar al mar Negre. Els vaixells italians van rebre l'ordre de no obrir foc sinó simplement d'intentar impedir el progrés dels vaixells espanyols i obligar-los a atracar a Augusta, Sicília. El comandant espanyol es va negar i, en canvi, es va dirigir a Bizerta a la Tunísia francesa, on van ser internats els seus vaixells. Un mes després, del 7 al 9 d'abril, el Zara va donar suport sense incidents a la invasió italiana d'Albània. Era al port de Gènova pel Dia de la Marina el 10 de juny; va passar la resta de 1939 sense incidents.

### Segona Guerra Mundial

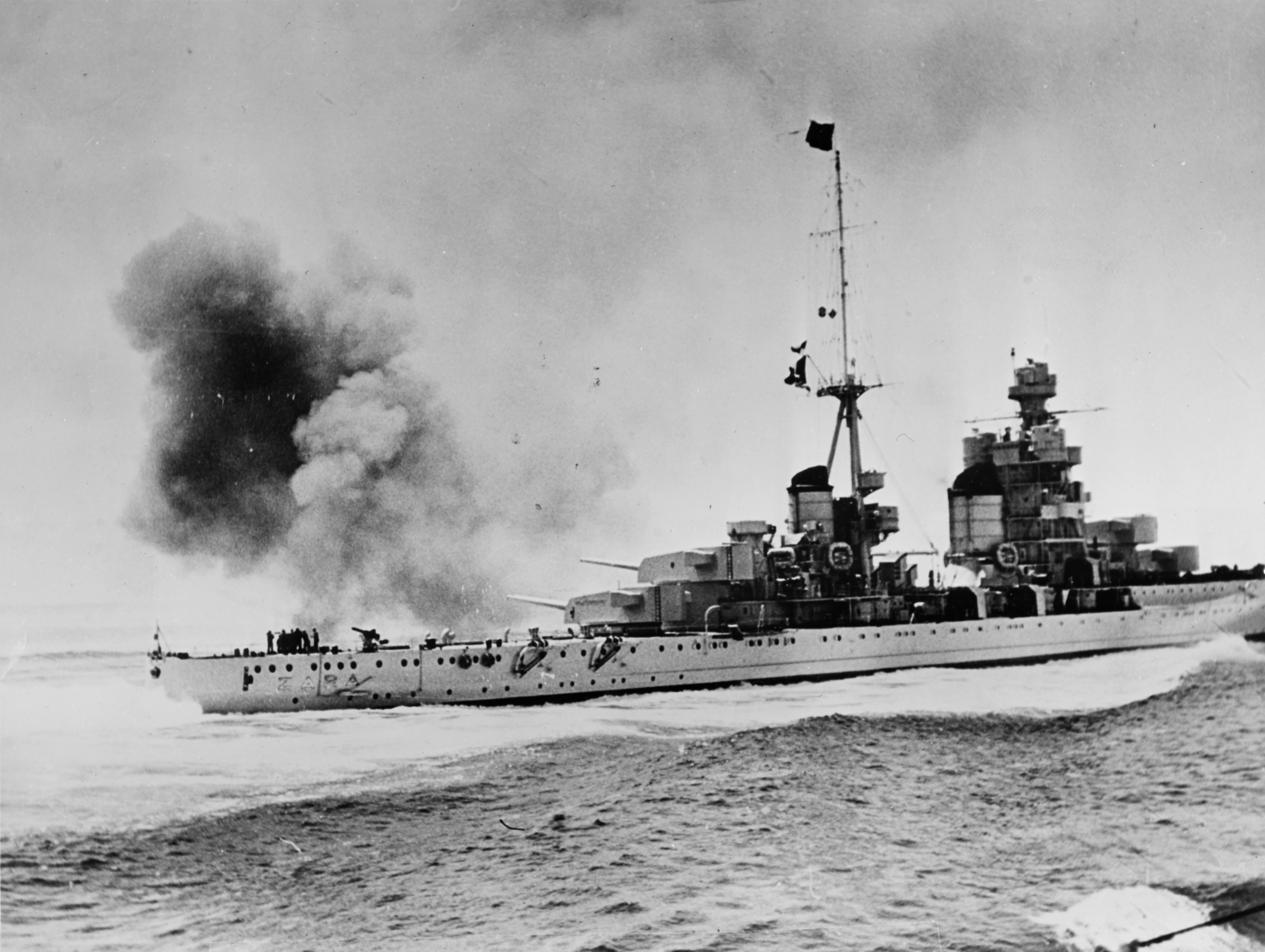
El Zara en exercicis d'artilleria el 1938

A l'entrada d'Itàlia a la Segona Guerra Mundial el 10 de juny de 1940, el Zara va ser assignat a la 1a Divisió del 1r Esquadró, com a vaixell insígnia del contraalmirall Pellegrino Matteucci. La divisió també incloïa els seus germans Gorizia i Fiume i els quatre destructors de classe Oriani (el Vittorio Alfieri, el Giosué Carducci, el Vincenco Gioberti i l'Alfredo Oriani). Aleshores, la divisió tenia la seu a Tàrent; els vaixells van ser immediatament enviats a patrullar fora de l'illa de Creta, i de l'11 al 12 de juny, els vaixells van ser atacats per un submarí desconegut, que els destructors van contraatacar sense èxit. El 21 de juny, el Zara i la resta de la divisió van ser traslladades a Augusta, Sicília per estar més ben posicionades per interceptar combois aliats al Mediterrani. L'endemà, la 1a divisió es va unir a una patrulla amb la 2a i la 3a divisió, tot i que no van trobar cap vaixell aliat. El Zara va estar present a la batalla de Calàbria el 9 de juliol. El 30 de juliol, la 1a Divisió va escortar un comboi cap a Bengasi i Trípoli a la Líbia italiana, arribant de nou a Augusta l'1 d'agost. El 16 d'agost va seguir l'entrenament d'armes a Nàpols, i el 29 d'agost els vaixells van sortir de Nàpols cap a Tàrent, arribant l'endemà. El dia 31, la 1a Divisió va sortir per interceptar els combois britànics de l'operació Barrets, encara que la flota italiana va trencar l'atac sense trobar-se amb els vaixells mercants.
El Zara va tornar a Tàrent i va estar present durant la batalla de Tàrent la nit de l'11 al 12 de novembre. Va quedar il·lès durant l'atac britànic. Arran de l'atac, el comandament italià va decidir dispersar la flota per protegir-la de nous atacs; el Zara va ser enviat a La Spezia per a un manteniment periòdic el dia 12. El treball va durar fins al 9 de desembre, i l'endemà va anar al sud fins a Nàpols. El bombardeig britànic del port quatre dies després va obligar els italians a tornar a traslladar els creuers, enviant-los primer a La Maddalena a Sardenya el 15 de desembre i després de nou a Nàpols el 19. S'hi van quedar tres dies abans de marxar cap a Tàrent el 22 de desembre. Aquell mes, l'almirall Carlo Cattaneo va pujar a bord del Zara com a nou comandant de la divisió. Els exercicis d'entrenament amb el Gorizia van seguir el 29 de gener i van continuar durant el mes següent, quan wl Pola es va unir a ells el 13 de febrer. A mitjans de març, el Zara, el Pola i el Fiume van realitzar entrenaments d'artilleria al golf de Tàrent. En aquest moment, el Pola havia substituït el Gorizia a la 1a Divisió.

#### Batalla del cap Matapan

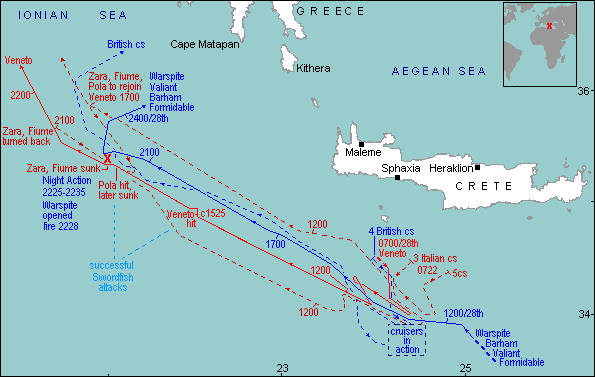
Mapa dels moviments de les flotes italiana i britànica durant la batalla del cap Matapan

La flota italiana va fer un altre intent d'interceptar un comboi britànic a la Mediterrània oriental al sud de Creta a finals de març. Aquesta operació va donar lloc a la batalla del cap Matapan del 27 al 29 de març. Durant la major part de l'enfrontament diürn, el Zara i la resta de la 1a Divisió van estar estacionats al costat desenganxat de la flota italiana i, per tant, no van veure acció durant aquesta fase. El Vittorio Veneto va ser torpedinat per avions britànics del portaavions Formidable i es va veure obligat a retirar-se, i la 1a Divisió va romandre a babord de la flota italiana per protegir-se d'un altre possible atac britànic. Un segon atac aeri britànic més tard el dia 28 no va poder localitzar el retirat Vittorio Veneto i, en canvi, va anotar un sol cop de torpede sobre el Pola, colpejant-lo al mig del vaixell a estribord. En la confusió de l'atac, el Pola havia estat a punt de xocar amb el Fiume i s'havia vist obligat a aturar-se, fet que li havia impedit prendre mesures evasives. El dany va omplir d'aigua tres compartiments i va desactivar cinc de les seves calderes i la línia principal de vapor que alimentava les turbines, deixant-lo immobilitzat.
L'almirall Iachino, el comandant de la flota, desconeixia la difícil situació del Pola fins a les 20:10; en conèixer la situació va separar el Zara, el Fiume i quatre destructors per protegir el Pola. Al mateix temps, el creuer britànic HMS Orion va detectar el Pola al seu radar i va informar de la seva ubicació. La flota britànica, centrada en els cuirassats Valiant, Warspite i Barham, es trobava en aquest punt a només 50 nmi (93 km; 58 milles) de distància. Els vaixells britànics, guiats pel radar, es van apropar als italians; a les 22:10, el Pola estava a només unes 6 milles nàutiques (11 km; 6,9 milles) del Valiant. Els vigies del creuer italià paralitzat van veure formes que s'acostaven i van suposar que eren vaixells amics, així que van disparar una bengala vermella per guiar-los. Gairebé vint minuts després, els britànics van il·luminar primer el Zara i després el Fiume amb els seus reflectors; els cuirassats britànics van esborrar el Zara, el Fiume i dos destructors en un enfrontament a boca de canó. El Zara havia estat colpejat per quatre andanades del Warspite i cinc més del Valiant en només uns minuts. El destructor HMAS Stuart va llançar torpedes al paralitzat Zara i va anotar almenys un impacte. El destructor Havock va llançar quatre torpedes més amb resultats desconeguts.
Els cuirassats britànics es van girar per evitar un atac de torpedes dels destructors restants. El Zara, ara totalment en flames, va romandre a flotació i va derivar prop del immobilitzat Pola. El comandant de Zara va decidir a les 02:00 que el seu vaixell no es podia salvar i, per tant, va ordenar a la tripulació que enfonsessin el vaixell. Aproximadament al mateix temps, el destructor Jervis va arribar al lloc dels fets i va disparar tres torpedes contra el Zara Les càrregues de demolició van explotar als magatzems i a les 02:30, i al cap de deu minuts, el vaixell es va bolcar i es va enfonsar. La majoria de la seva tripulació, uns 783 homes, inclòs Cattaneo, van morir en l'enfonsament. El Zara va ser formalment eliminada del registre naval el 18 d'octubre de 1946.